# Petr Pavlásek
Petr Pavlásek (České Budějovice, 31 gennaio 1947 – Týn nad Vltavou, 3 gennaio 2023) è stato un sollevatore cecoslovacco che gareggiò nella categoria dei pesi supermassimi.

## Biografia
Durante gli studi liceali iniziò a praticare l'atletica leggera, nella specialità del getto del peso, gareggiando a České Budějovice nella squadra TJ Slavoj. Dopo il diploma superiore, nel 1965 si trasferì a Praga per specializzarsi come insegnante di discipline sportive alla Fakulta tělesné výchovy a sportu Univerzity Karlovy, nota anche come FTVS, ma non superò gli esami di ammissione ed entrò in un'altra università, la Dopravní podnik hl. m. Prahy (DPP) per studi da elettrotecnico.

## Carriera
Nell'autunno del 1965, notato da František Zoula, iniziò la carriera nel sollevamento pesi nello Slavoje Vyšehrad come peso massimo, e nel 1966 si trasferì con l'allenatore Jaromír Kapal al club Rudá Hvězda. Nel 1968 fu costretto a saltare le Olimpiadi di Città del Messico e il campionato europeo di Leningrado per un infortunio, ma dal successivo anno partecipò a sei edizioni dei campionati mondiali (piazzandosi al quarto posto nel 1974 a Manila), sette edizioni dei campionati europei (dove si piazzò al quarto posto nel 1973 a Madrid, nel 1974 a Verona e nel 1976 a Berlino Est) e due edizioni dei Giochi olimpici, a Monaco di Baviera nel 1972 (che valeva anche come campionato mondiale) e a Montréal nel 1976 (anch'essa valevole come campionato mondiale), piazzandosi in entrambi i casi al sesto posto ma squalificato nell'edizione di Montréal per doping (steroidi anabolizzanti).
Dopo aver terminato la sua carriera sportiva nel 1977, ha completato la sua formazione giuridica presso l'Università di Scienze Applicate della BNS (oggi Accademia di Polizia della Repubblica Ceca). Ha lavorato come funzionario presso il Centro per gli sport di alto livello del Ministero federale degli interni (SVS FMV) e presso l'Associazione di sollevamento pesi. Dopo la Rivoluzione di velluto del 1989, ha lavorato come funzionario presso il Ministero degli Interni della Repubblica Ceca. Nel 1994 è tornato nella nativa Týn nad Vltavou, dove ha lavorato presso l'ufficio municipale. È andato in pensione nel 2011.
Dalla prima moglie Zuzana Trpišková ebbe una figlia, Sandra (1971) e un figlio, Waldemar (1974). Fu uno degli atleti cecoslovacchi più popolari degli anni '70 per il suo carattere gioviale e per la sua mole. Muore il 3 gennaio del 2023 all'età di 75 anni, per cause non rese note. La notizia fu diffusa otto giorni dopo, a funerali avvenuti.